# MOTIVE!!
MOTIVE!!（モーティブ）はBAYFMの情報番組である。

## 概要
2011年1月から2019年3月まで続いたSKY GATE TRAVELLIN'GROOVE!!（以下トラグル）を継ぐ番組として始まった。志岐ディレクター（愛称4G）などスタッフの大半に変更はないが、当番組は洋邦問わず放送している。平日の最終日である金曜日に一週間の社会、スポーツ、芸能界などの情報を届ける。
前番組で使用した成田空港のスタジオSKY GATEは2019年3月で閉鎖され、当番組はBAYFM本社の海浜幕張ワールドビジネスガーデンの27階にあるスタジオマリブから生放送する。
毎週リスナーメッセージの中から抽選で1名に当番組オリジナルノート「NOTIVE!!」が贈られる。

### トラグルとの相違点
- オープニングで天気を伝えない。
- メールテーマがない（2019年度のみ）。
- BAYFMマリブ第一スタジオから生放送。
- 情報ゾーンはDJが呼び掛け・紹介する。miracle!!は、11時台に限り情報アナウンサーが呼び掛けて読み上げる。
- 番組ステッカーがないが、オリジナルノートがある。

## 出演者

### DJ
- 安東弘樹（通称アンディ）
- 宮島咲良（通称ミヤジマン）
  - DJ2人とも以前、同局のThe BAY☆LINEに代理で出演した経験がある。安東は水曜日にバズーカ山寺の代演。
  - 宮島は木曜日に（鈴木あきえ産休に伴う代演で）前番組トラグルのDJでもあった伊津野亮と共演しており、伊津野はトラグルの最終回で「何回か共演をした中で、宮島の良さを引き出せたと思う」旨の発言をしている。

### 気象キャスター
9:57頃のWEATHER NEWSでは、ウェザーニューズ所属の気象キャスターが週替わりで出演し天気を伝える。
- 香山智里
- 大塚ひとみ（2021年5月まで）

### 電話レギュラー
- 仲野博文（12時台WORLD TOPICSに出演）

### レポーター
- DJ TSUYOSHI（2023年3月まで12時20分- NAMINORI JAPANに出演）※TRAVELLIN'GROOVEより継続で出演していた。

### 代打
- 佐藤満春（2019年4月27日） - 安東の代打
- 土井結貴（2019年4月27日、2021年3月5日・12日）
  - 金曜日担当の情報アナウンサー。
  - 2019年出演時は安東が病欠、2021年出演時は宮島が病欠したことにより、普段は安東か宮島が担当する情報ゾーン（BAYFM UPDATES／TRAFFIC UPDATES／WEATHER UPDATES）を担当した。
  - トラグル時代は土井が本社スタジオから情報ゾーンを担当していた。
- 春原佑紀（2020年6月5日・12日） - 宮島の代打
  - 情報ゾーンも安東と春原で担当。
- 武井壮（2021年3月5日） - 宮島の代打。
  - ただし、WEATHER UPDATESとTRAFFIC UPDATESは土井が担当し、10時台のRADIO PRO SHOPPER!は安東と宇佐美友紀[1]が担当した。

## タイムテーブル
一部のコーナーはトラグルより継続しているものもある。
オープニング
「日本全国9時を回りました」と安東の挨拶からスタート。番組のメニューを紹介した後、最後に宮島が「力と技と団結で!ゴーゴゴー!!」と言って締める。
PICK UP NEWS（9時12分ごろ、10時冒頭）
フラッシュで一週間のニュースを振り返り、その後安東、宮島が気になったニュースを紹介。9時台は時事を中心に、10時台はエンタメを中心に紹介している。開始～2019年4月20日までは、10時台は、「スルーする?」のコーナーを放送していたが、同テーマを番組全体で受け付けるようになったため、当コーナーが拡大された。
BAYFMリスナー安全運転宣言（9時22分ごろ）
トラグルより継続。リスナーから届いた交通安全宣言メッセージを紹介。BGMは同コーナー共通のもの。
WEATHER NEWS（9時57分ごろ）
トラグルより継続。ウェザーニューズ提供コーナーで、同社の気象予報士が週末の天気を伝える。スポンサー読みは安東による収録音声。BGMは同コーナー共通のもの。
Lazo presents 未来に繋ぐ“おかね”のハナシ（10時25分ごろ）
2025年4月よりスタート。Lazo提供。
はぴねすくらぶラジオショッピング（10時42分ごろ）
2022年4月よりスタート、はぴねすくらぶ提供のラジオショッピング。はぴねすくらぶのショッピングキャスターが出演して商品を紹介する。2022年3月まで放送されていた「RADIO PRO SHOPPER」の後継コーナー。
MOTIVE PLUS（11時00分ごろ）
毎週設けたテーマに沿ったゲストをスタジオに迎えて、そのテーマを学習するコーナー。なお、この時間帯のオンエア曲はそのテーマに沿っている場合もある。
ゲストによっては11時40分ごろあるいは12時00分ごろまでコーナーが延長される。
BAYFM UPDATES（11時16分ごろ）
MOTIVE PLUSを一旦中断し、安東がニュースを紹介。
ノンストップコーナー（11時20分ごろ）
2020年4月からスタートした音楽コーナー。内容はトラグル時代にあった「ランチタイムディスコ」のように毎週選曲テーマを設けて、ノンストップで曲をオンエアしていく。
WORLD TOPICS（12時00分ごろ）
毎週海外のリアルな情報をジャーナリストの仲野が電話で出演して、伝える。
エンディング（12時35分ごろ）
次番組「KISS & SMILE」の森口博子とクロストーク。
なお、情報ゾーンも前番組と同時間である。本社スタジオからの放送であり、出演者がいずれもフリーアナウンサーであることから情報ゾーンもそのまま担当する。
交通情報は9時台は20分おきに2回、10時台、11時台は60分おきに1回放送。
天気予報は11時39分ごろ。天気、交通情報の呼び掛けは宮島が主に行う。

### 過去のコーナー
JetStar presents JetStyle★（10時22ごろ）
ジェットスター提供コーナー。最新の就航情報やお得な情報や、ジェットスターを使ってライフスタイルを充実させる工夫、 活用方法なども紹介していく。トラグル時代は「HYPER TRAVEL」のコーナー名であったが、番組終了に先立ちコーナー終了していた。2020年3月をもって一旦終了。
RADIO PRO SHOPPER（10時52分ごろ）
トラグル時代より継続、2022年3月まで放送。日本直販（トランスコスモス）提供コーナー。週替わりのショッピングキャスターが出演して商品を紹介する。
NAMINORI JAPAN UPDATES（12時20分ごろ）
トラグルより継続。2023年3月まで放送。DJ TSUYOSHIがリポートして、週末のサーフィンの波情報を伝える。東方オート提供コーナー。

## リスナーメッセージ
当番組はトラグル時代と違って、週がわりにメールテーマを設けず、主に「日常でスルーしががちな物・事」をテーマにしているが、2020年以降は、不定期ではあるが、メッセージテーマを設けて、メッセージ募集もするようになった。。
- コーナーが多いため、トラグル時代に比べ、多少メッセージ紹介時間枠は少ない方である。

前述の通り、抽選で1名にノベルティグッズ「NOTIVE!!」が贈られる。

## エピソード
宮島が特撮ファンである為か、ゲストに特撮俳優が登場することが多い。
- - ちなみに2025年8月8日放送分ではスーパー戦隊で主題歌を担当している遠藤正明が生出演したのだが、その前日の8月7日は2025年9月から放送を開始する「仮面ライダーゼッツ」の制作発表会の司会を担当、放送の翌日の8月8日はサマキャンのイベントに出演していた。

## 年表

### 2019年
- 4月5日 - 番組放送開始。WEATHER NEWSのコーナー中、ウェザーニューズ社のキャスター（香山智里）が伝えている最中に時間切れとなり、コーナー終了してしまうトラブルが発生。
- 4月19日 - 安東は喉の不調から9時台のみ出演[6]。以降の時間帯は宮島が一人で進行した。
- 4月26日 -  佐藤満春が喉の不調の安東に代わり出演[7]。情報ゾーンは情報アナウンサーの土井結貴が担当。
- 9月6日 - JetStarとのコラボレーションコーナー「JetStar presents JetStyle★」が開始（実質的に復活）。[8]

### 2020年
- 5月1日 - シンガーソングライター野田愛実による番組イメージソング『It’s my MOTIVE POWER』をお披露目。同日より約1カ月間、エンディングテーマとして使用。
- 6月5日 - 宮島が体調不良（発熱）により休演、春原佑紀が代演（12日まで）。当日の時点で宮島の体調は回復していたが、大事を取って2週間休演の対応を取った。[9]

### 2021年
- 3月5日 - 宮島が子宮内膜症手術による入院のため休演し、武井壮が代演（ただし、RADIO PRO SHOPPER!は宇佐美友紀が、WEATHER UPDATES とTRAFFIC UPDATESは土井結貴がそれぞれ担当）。
  - 翌週12日も宮島は大事を取ってリモート出演となったため、WEATHER UPDATESとTRAFFIC UPDATESは前週に引き続き土井が担当した。

### 2022年
- 4月1日〜 - 旬!SHUN!ピックアップが12:41〜13:00に放送開始したため、終了時刻が12:51から12:41に変更。